# Бугаризација
Бугаризација (буг. българизация), побугаризовање, побугаривање (побългаряване) или побугарење, је процес мирног или насилног ширења бугарске културе на просторима Балкана.

## Бугарски егзархат
Почетком друге половине 19. века Бугари су затражили успостављање црквене аутокефалности. „Тај њихов егзархат“, како истиче Слободан Јовановић, „одмах је настао да увуче у своје крило све Словене Отоманске царевине, и да им свима без разлике удари бугарско обележје“.
Бугарски егзархисти су од 1870. године нарочито агресивно вршили "побугаривање" у Скопљу, Охриду и Велесу., тако што су подстицали "филетизам", да би се неопредељено становништво изјаснило - као једино под Турцима прихватљиво - да је бугарско. Одговор је највише зависио од постављеног питања, сељаци би били наведени на пожељни одговор. Агенти бугарског Егзархата су сумњичили Србе код Турака речима: Срби су у Отоманској империји једини нелојалан и сумњив народ. Они сањају непрестано о српском царству и одржавају везе са Београдом. То је подстицало непријатељство између турских власти и Срба, доводило до сталних сукоба. Због тога су Турци 1876. године донели наредбу по којој се забрањује "српско име" у Старој Србији и Македонији (Јужној Србији). Од тада су Срби преименовани у пуку "хришћанску рају".
У Велесу се читаву деценију може пратити културна хроника града, у којој је главну реч водио Хаџи Анђелко Палашевић велики трговац. Он је годинама куповао српске књиге; кад-кад и по три, при чему се потписивао као "велики љубитељ књижества". Али 1829. године он иако и даље купује српско штиво, се представља као Анђелко Палашов - "велики љубитељ књижества и нације своје"(?). Бугаризација је у Велесу узела маха, а њен учинак се све више види. Следеће године он је постао сада Палашов - "Болгарин трговац", иако још набавља српске наслове, као "љубитељ српског књижества". Временом све мање узима српске наслове, а све више бугарске. Анђелко се тако "побугарио" иако је читао све време српске књиге и то оне националне тематике.

## Западна Бугарска
Интензивна бугаризације спровођена је у западној Бугарској, између Србије и града Софије, током 19. века. Када је 1878. године било изјашњавање Срба из села и градова који је требало да уђу у састав нове државе Бугарске, видело се да их је 90% било бугаризованих имена и презимена. За то је било довољно да прођу две-три деценије; судећи по променама у списковима пренумераната (претплатника) књига и листова. Али ти становници Шопи су се по свему другом разликовали од Бугара, и огорчено су бранили свој српски етнички идентитет у преко 100 места. Инсистирали су да се као овејани Стари Срјби, прикључе српској браћи у кнежевини Србији. За разлику од других сличних процеса (у других народа!) код Бугара је она вршена сурово - терором, организовано, истрајно; у таласима све јачег интензитета, како је бугарска држава јачала. Срби из софијског окружења именовали су 9. маја 1878. године главне тлачитеље иначе софијске чорбаџије: Илију Димитрија Македонског, Аџи Мана (Хаџи Мано Стојанов) и Димитрија Бичакџијата. Све активности је у то време координисао озлоглашени Бугарски комитет у Софији. Методе су им биле насилне, попут хапшења и пребијања или перфидне - уцене, претње, убеђивања и обећавања.
Бугаризација на жалост и данас тече, јер Бугари не допуштају помисао да у Бугарској живи икаква национална мањина; не пописују се оне ни током државних пописа.

## Први светски рат
Након окупације источних делова Краљевине Србије, Бугарска је те делове поделила на војно-инспекцијске области где је спроводила процес Бугаризације.
Први период бугарске окупације садржао је низ масакара као и систематско елиминисање виђених личности и српске интелигенције.
Широм јужне Србије и Македоније представници свештенства, учитељи и професори, политичари, адвокати, пензионисани државни службеници и разни трговци били су мета овакве политике Радослављеве владе. За неколико месеци било је на хиљаде жртава, а на хиљаде њих је депортовано у Бугарску. У Македонији већина покоља била је дело комита који су у тамошњем административном систему преузели скоро све функције на локалном и окружном нивоу, заузимајући места среских и окружних начелника, председника општина и обављајући полицијске функције. Њихове акције свакако је увек пратила или подржавала бугарска редовна војска. У источној и јужној Србији, одсуство комита показало је да сву одговорност сноси редовна војска. Елиминација најутицајнијих сталежа била је праћена честим насиљем усмереним ка члановима њихових породица и уопште против читавог цивилног становништва.
Истовремено са масовним и циљаним погубљењима, током 1916. године бугарска влада је започела са спровођењем политичког програма за нове области, чије је тежиште било бугаризација цивилног становништва.
Према планираној процедури на нивоу државе, спроведени су уништавање српске културе – забрана српског језика, уништавање књига, одузимање црквене баштине итд. – и изградња бугарског идентитета – бугарске школе, културна друштва, забрана коресподенције са страним земљама итд. – чему су људи подвргнути силом. Са економског становишта, почео је да се примењује систем реквизиција.

### Моравска војно-инспекциона област
Према статистикама за мај 1916. године, у Нишу и околини 170.000 становника су Срби, 31.000 су Бугари, а остатак су друге народности. Према поднетом извештају војног гувернер-генерала у Нишу 20. новембра 1916. године, већина становништва су Срби или да га чине све Срби односно да се тако изјашњава.
Власт је дата људима доведеним из Бугарске који су спроводили политику искорењења сваког осећања припадности српском народу. Било је забрањено говорити матерњим језиком. Свако обраћање властима и администрацији и све жалбе морале су бити на бугарском језику иначе се нису узимале у обзир а потписани се кажњавао као провокатор.
Окупацију у Моравској војно-инспекционој области прати терор над локалним становништвом са циљем бугаризације. Дана 7. новембра 1915. године бугарске окупационе власти позивају свештенике, учитеље и чиновнике ради добијања личних исправа, али уместо тога спроводе их у затвор у Тврђави где бивају мучени и изгладњивани. Дана 11. новембра их изводе из Ниша и доводе у село Кременицу крај Беле Паланке на месту званом Јанкова падина где бивају стрељаних. Дана 18. новембра слична стрељана српског свештенства су се догодила у селу Јелашница.
Сличне ствари догађале су се у: Лесковцу, Прокупљу и Лебану. Велики број је био убијен у Сурдулици, коју је Арчибалд Рајс назвао: „Сурдулица српска касапница“.
Сурдулица је током окупације, због свог географског положаја, била посебно на удару бугарског терора. У времену од 1915. и 1918. године готово свакодневно је довођено од 200 до 400 Срба, од којих је велики број убијен, а остатак интерниран у Бугарску. Побијено становништво није било само из овог места, већ из свих делова Краљевине Србије, односно из пиротског и нишког округа, са Косова и из Вардарске Србије. Војни суд у Сурдулици, на основу спискова људи из њихових места, одлучивао је ко ће бити убијен, а ко интерниран. Живота су лишени, првенствено они, који су представљали препреку бугаризацији. Убиства су обављана ноћу и то најчешће хладним оружјем, да се не троши бојева муниција и да се не чују плотуни. Због масовних убистава, јавио се проблем куда се лешевима, па је одлучено да се исти бацају у дубодолинама. Током ископавања посмртних остатака у Сурдулици, пронађена је и лобања у којој је остао заглављен бајонет. Постоје индиције да је број побијених људи био преко 6000. Од бројних гробница, откривене су само највеће масовне гробнице: Дубока долина, Калифер, Занкова ливада, Влашки дол, Радичева њива, Дубрава, Јелашница, Корбевачка река, корито Врле реке од Сурдулице до Топлог дола. У спомен на ове масакре над српским становништвом подигнута је Спомен-костурница.
Процес десрбизације био је видљив на улицама где је извршена промена натписа па су трговци и занатлије добијали бугарска презимена (Петровић - Петрови, Марковић - Маркови…).
У 1916. години оснива се Бугарска гимназија, где се под принудом окупљају ученици, који су, под претњом строгим казнама, морали да похађају наставу. Директор гимназије био је Гончо Калинов. У згради Нишке гимназије била је смештена аустријска војна болница.
Бугарско собрање "вотирало је велике суме новца на отварању бугарских школа у окупираним крајевима, које као `буктиње` треба да озаре ум њихових нових саплеменика". У том циљу, "по буџету од 24. новембра 1916. године изгласана је сума за 270 основних школа, за 450 учитеља и 350 професора", а 100.000 лева "вотирано је за новине и књиге, које би се имале бесплатно растурати по народу"42. Поред овога, за финансирање школа у окупираном делу Србије коришћена су и средства општинских буџета, што је падало и на терет локалног становништва. То потврђује и податак да "сви учитељи у варошима добијају по 40 лева месечно од општине".
Учитељи који су доведени из Бугарске деловали су у складу са политиком министарства да се становништво у окупираним територијама Србије третира као бугарско. Као резултат тога, "приликом отварања бугарских школа у Нишу", извесни Чапраников "држао је говор да деца која су била под Србима нису Срби, већ Бугари и да имају постати добри Бугари.
За све време бугарске окупације трговачки промет робе и производа је замро у варошима на југу Србије. Бугари су завели полицијску тортуру, да се без њихове објаве није могло из града изаћи или у град ући. У Лесковцу је сељацима без објаве био строго забрањен улазак у "град Лесковац на Морави". Пијаце су обављале мали промет јер је у оптицају био бугарски лев. Мало је било сељака који су на градску пијацу доносили своје пољопривредне производе. На уласку у град Бугари су их пљачкали и "реквирирали" им робу, уз уцене и батине. Није било довољно хлеба, млека, масти, меса ни других животних потрепштина. Чак није било ни текстила, одеће и обуће. За време окупације град је таворио. Но, и поред полицијског надзора, промет соли, гаса, шећера и кафе и обуће обављао се ноћу, "испод тезге". Сељаци су преко "везе" улазили у град и илегалним каналима снабдевали се лековима и нужним артиклима.
Тежак живот и немаштина која се често граничила са бедом била је стварност сваког појединца. Сваки живот представљао је историју за себе, личну драму, као и део породичне трагедије стотине хиљада српских породица. Окупациона бугарска управа допринела је својом окрутношћу и својом безобзирношћу, да то достигне ниво трагедије читавог једног народа и да га, на крају рата, остави буквално на ивици његове људске, материјалне и историјске егзистенције.

## Други светски рат
Бугарска је након окупације јужне Србије и већег дела Македоније и јужног Косова, почела Бугаризацију. У Врању су спаљене књиге на српском језику у Врањанској библиотеци.
Заједно са немачким војним окупационим трупама које су продрле у Македонију, из Бугарске је стигла у Скопље великобугарски оријентисана група македонских политичких емиграната, који су одмах по доласку основали Бугарски централни акциони комитет за Македонију са седиштем у Скопљу; комитети су формирани и у унутрашњости Македоније. Овај комитет је у неку руку преузео власт за време интерегнума, до доласка бугарске административне и управне власти.
Да би оправдала улазак својих трупа на југословенску територију, бугарска влада је 15. априла 1941. прекинула дипломатске односе са Краљевином Југославијом. У ноти упућеној југословенском посланству у Софији као разлог је навела да су, наводно, југословенске јединице у току Априлског рата нападале на бугарске граничне делове, да су југословенски авиони надлетали и нападали бугарске градове, да је страдало цивилно становништво иако Бугарска није била умешана у ратни сукоб.
Окупацијом крајева Србије и Македоније постигнут је основни циљ бугарских владајућих кругова — остваривање »националних идеала« и стварање »Велике Бугарске«. Но, за силе Осовине, које су биле у пуном освајачком замаху, постигнут је још један много значајнији циљ: бугарске дивизије замениле су немачке дивизије и тако ослободиле знатне немачке снаге за предузимање операција у Грчкој, а касније и за дејства на источном фронту.
Поред снага које су биле дислоциране на подручју Македоније и Србије — у рејону Врања, у Пироту, размештен је 50. пешадијски пук, који је припадао бугарској 1. пешадијској дивизији; на југу Србије, на Косову, била су два ојачана батаљона граничара.  На анектираном подручју су, поред ових снага биле распоређене и две граничне бригаде, које су обезбеђивале демаркациону линију; по налогу немачке војне управе бугарске »етапне« јединице обезбеђивале су железничку пругу Београд — Ђевђелија преко Ниша и Краљева, а почетком 1943. и пругу Краљево — Чачак — Ужице и Вардиште. У сваком пешадијском пуку формирају се »ловне дружина« посебним законом бугарске владе од 1. јануара 1944. формирана је специјална жандармерија; за скопску област формиран је један жандармеријски батаљон.  
Упоредо са запоседањем југословенских територија, бугарске окупационе власти организују и војно-територијалне јединице, установе и органе преко којих, између осталог, почетком јесени 1941. године почињу мобилизацију и регрутацију на анектираном подручју, газећи тиме све међународне правне норме и обавезе.  
Бугарске трупе поселе су територију ограничену са запада реком Струмом, с југа обалама Егејског мора, укључујући острва Тасос и Самотраку, и са истока »неутралном зоном«, коју су поселе мање немачке јединице. Тако су источни део Егејске Македоније, на истоку од реке Струме, и западну Тракију, окупирале бугарске трупе приближно у исто време када и део Вардарске Македоније и Србије. И на овој територији успостављена је целокупна бугарска окупаторска власт — административно-политичка, војна и судска.  
Са бугарским окупационим трупама на анектирано подручје дошао је и посебно припремљен полицијски апарат. Постојале су две обласне и три градске полицијске команде (Скопље, Битољ, Прилеп) и 21 среска полицијска управа са преко 4.000 полицајаца. На захтев Немаца, Бугари су формирали и посебну рударску полицију, са задатком да обезбеђује и брани руднике које су Немци експлоатисали. Бугарска рударска полиција била је под немачком командом.
Поред полицајаца који су прекрили цело анектирано подручје, бугарска полиција имала је посебно организоване мобилне јединице: бојне полицијске чете, моторизовану полицију и коњичке полицијске ескадроне Као резерва, бугарској полицији служили су питомци Полицијске школе отворене 1943. године у Скопљу.
У периоду 1942—1943. години бугарске војно-полицијске власти покушавају да изазову братоубилачки рат и успевају да створе неколико контра чета у које су улазили ранији емигранти, припадници ВМРО, припадници балистичких организација, и разни декласирани и пробугарски оријентисани елементи. Припадници контра чета били су плаћени као и полицијски службеници. Ове су чете, сем одреда »Бирман«, партизанске снаге разбиле до средине 1944. године.
Цивилну власт окупатор је организовао по угледу на државни апарат у Бугарској, те је своје целокупно законодавство и правни систем проширио и на окупационо подручје. Бугарска влада није изричито законом објавила присаједињавање дела југословенске територије Бугарској, али је на њој увела свој режим као да фактички јесте саставни део бугарске државе. Анексију је озаконило бугарско Народно собрање тиме што је донело више закона у погледу Македоније и дела Србије као саставног дела бугарске државе. Присаједињење ових југословенских крајева Бугарској за време окупације, док још траје рат, било је противно међународном ратном праву и Хашкој конвенцији од 1907. године.
На све положаје у новообразованим институцијама — од обласног директора и разних начелника и службеника управе па до сеоских кметова — доведени су Бугари. Окупирани део Македоније и јужне Србије административно је подељен на области, срезове и општине.  
После организовања бугарске административне и полицијске власти, отпочело је увођење и организовање и осталих институција: грађанских судова, финансијских органа, комесарства за снабдевање, инспекцијских служби, пореске управе, итд. Поред грађанских судова, основани су и преки војни судови који су судили цивилима осумњиченим за »делатност против бугарске државе«.
Закон о заштити државе, који је био донет у септембру 1941, модификован је у том смислу што су клаузуле биле проширене, а санкције јако пооштрене. На пример, за тежу телесну повреду лица које је на дужности предвиђала се смртна казна; за ширење непријатељске пропаганде, растурање летака непријатељске садржине — доживотна робија, за слушање страних радио-станица — од 5 до 10 година робије итд. Овај закон био је претеча другом закону по коме свим преступницима суде преки војни судови. Указом Министарског савета Бугарске од 19. септембра 1941. ступио је на снагу Закон за ратно стање, који је предвиђао смртне казне и за ситније кривице.
Устројство сопственог система власти на окупираном подручју, бугарска влада спроводи са јасно одређеним циљем да избегне стварање посебног окупационог режима у овим крајевима, како би ». ..обезбедила чвршће повезивање са крајевима старих предела царевине«. Овај став владе Филова у целини је подржаван и спровођен за све време окупације, упркос томе што је бугарска влада знала да таквим актом крши сва правила међународног права.
У широко организованој пропаганди бугарска влада користи штампу, радио, позориште, културно-пропагандне установе и бројне фашистичке и друге организације образоване са циљем да пробугарски утичу на македонско становништво. У анектирано подручје, а нарочито у Македонију, долазе многобројне делегације и мисионари, носиоци културног и јавног живота Бугарске, организују предавања и свечаности с намером да у македонском народу побуде сазнање о наводној заједничкој историји и јединственој борби за национално ослобођење »јединственог бугарског народа«, те вековну борбу Македонаца за национално ослобођење приказују као борбу бугарског народа. У тој упорној денационализацији ни црква није остајала по страни: упоредо с доласком бугарске административне власти, Бугарска црква је проширила своју дијацезу и на окупиране територије, а сваку религиозну свечаност, чак и у најзабаченијим селима, користила за пробугарску пропаганду.
Међу школском омладином створене су фашистичке и профашистичке организације »Браник«, »Отец Пајсиј«, »Легионери«, »Ратници«. Припадност ученика организацији »Браник« омогућавала је стицање посебних привилегија у школи. Ваншколска омладина и грађанство могли су радити у организацијама »Бојци од фронта«, »Ополченци«, »Запасни офицери«, »Илинденци«, »Јунак«, »Труд и радост«, и другим и женским организацијама — само у 1941. години било их је преко четрдесет. Али, сврха ових организација — активно укључивање македонског становништва у пропаганду и спровођење владине и управне политике на окупираном подручју —није постигнута јер већина организација скоро и да није имала чланова, нити је за све време окупације испољила некакву активности; неке од њих — »Ополченци«, »Запасни официри« и »Бојци од фронта« — постепено су се осипале и престале да постоје.
Бугарски окупатор завео је на анектираном подручју строг режим у свим областима живота: у култури, просвети, администрацији, привреди. У привреди, поред отворене присиле 1 изнуђивања, уведени су и други видови пљачке. На пример, уместо курса 100 динара = 270 лева, уведен је нови курс по коме је лев изједначен с динаром. То је омогућило бугарским трговцима да са мало новца одвуку у Бугарску велике количине робе. На селу су спровели реквизицију пшенице, кукуруза, масти, меса, вуне. Земљу су делили »бугарским националним елементима«, а ради брже асимилације македонског живља почели да досељавају Бугаре. Срби у Македонији одведени су у логоре или принудно расељени, а имовина им је конфискована. 

## Грчка
Током Другог светског рата, Бугарска је окупирала делове Грчке заједно са Немачком и Италијом. Грчка војска је ушла у Грчку 20. априла 1941. и окупирала највећи део североисточне Грчке до Еврос префектуре на граници са Турском. Делове ових територија Бугарска је сматрала да својим територијама с обзиром да су у периоду 1913-1919. биле у саставу Бугарске и били су циљеви Бугарских иредентиста.
Широм Бугарске окупационе зоне, Бугарска је спроводила политику насилне Бугаризације депортацијом што је могуће већег броја Грка. Велика кампања Бугаризације је кренула од самог почетка протеривањем Грчких званичника (градоначелника, судија, адвоката, полицајаца). Бугарска је затворила грчке школе и избацила грчке наставнике, замењујући грчке свештенике бугарским и оштра репресија коришћења грчког језика.